# Kaijutitan
Kaijutitan („Titán kaiju“) byl rod velkého sauropodního dinosaura, žijícího v období svrchní křídy (věk coniak, asi před 89 až 86 miliony let) na území dnešní argentinské Patagonie.

## Objev a popis
Fosilie tohoto bazálního titanosaura byly objeveny v sedimentech souvrství Sierra Barrosa a mají podobu nekompletní kostry, včetně částí lebky, obratlů a dalších kosterních fragmentů. Typový druh K. maui byl popsán trojicí argentinských paleontologů v březnu roku 2019.

## Popis
Kaijutitan byl obřím dlouhokrkým býložravým sauropodem, který měl podle porovnání fosilních kosterních elementů přibližně stejnou hmotnost jako obří rody Giraffatitan (38 000 kg) nebo Notocolossus (60 400 kg). Je tak jedním z největších sauropodních dinosaurů, formálně popsaných v roce 2019.

## Zařazení
Kaijutitan byl zřejmě vývojově primitivním zástupcem skupiny Titanosauria a byl sesterským taxonem dalšího argentinského rodu Epachthosaurus a kladu vývojově vyspělejších titanosaurů Eutitanosauria.